# 青龍戟

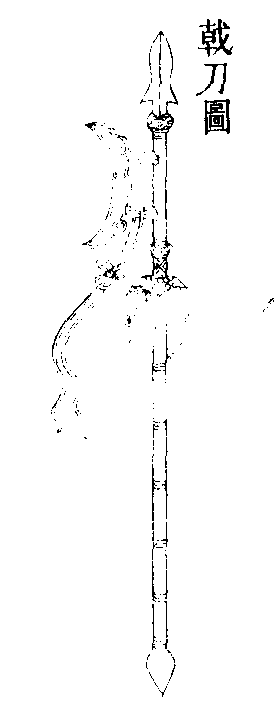
戟刀圖

青龍戟又稱戟刀，是宋代時出現的長柄武器，外型是加上單邊月牙形刀刃的長槍，是宋代《武經總要》「刀八色」的其中一種刀（長柄刀）。通常用法主要為劈、砍、刺。用法上類似槍，但很少有實品保存，練習法則保存的相對完整。
習練者有一副口訣：「青龍戟似一條龍，張牙舞爪奔前胸，使開好似龍爪探，劈挂纏攔鐵掃帚。」